# Habitatge al carrer Major, 7 (Térmens)
L'Habitatge al carrer Major, 7 és una obra de Térmens (Noguera) inclosa a l'Inventari del Patrimoni Arquitectònic de Catalunya.

## Descripció

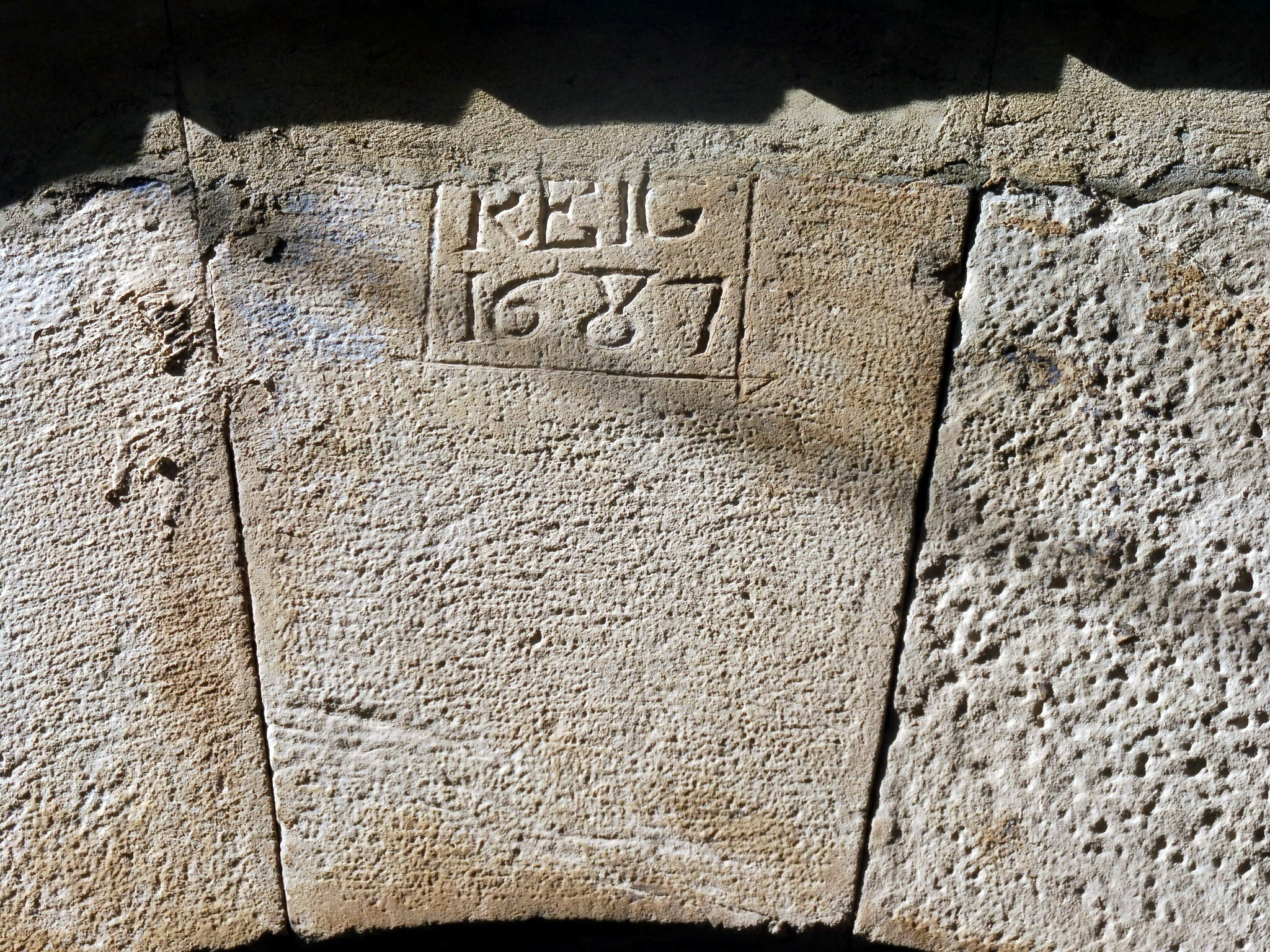
Clau del portal

Casa de dues plantes i golfes. Actualment es troba deshabitada i, per tant, ha començat un procés de degradació. La primera planta és feta de maçoneria amb els angles de carreus ben escairats, la segona i les golfes són de tapial, com succeeix sovint a la zona.
La porta és amb un arc de mig punt dovellat i té esculpida la data 1636.

## Història
L'any 1106 el castell sarraí de Térmens va ser conquerit per primera vegada pel comte Ermengol VI d'Urgell.
L'any 1143 és conquerit definitivament i n'és nomenat castlà Arnau Berenguer d'Anglesola. El 1278 el seu successor Ramon d'Anglesola cedí el feu a l'Hospital de Sant Joan de Jerusalem que hi va fer una comanda integrada a la vegueria de Cervera, que va perdurar fins 1835.